# Olympiakós (water-polo)
Pour le club omnisport, voir Olympiakos Le Pirée.
L'Olympiakós SFP section water-polo est une des sections du club omnisports grec Olympiakós Sýndesmos Filáthlon Pireós, installé au Pirée. En 2002 et en 2018, il parvient à remporter quatre titres nationaux et européens.

## Historique
La section water-polo masculine est fondée en 1925. L'Olympiakós a un rival au Pirée, l'Ethnikós. Depuis la saison 2024-25, l'Olympiakos détient le record de victoires en Championnat de Grèce. (39)
Régulièrement champion de Grèce depuis 1933, il monopolise quasiment la première place finale depuis 1999. En 2002, il parvient à remporter quatre des titres en jeu : doublé championnat-coupe nationaux, coupe d'Europe des clubs champions et supercoupe d'Europe. Il devient alors le premier club grec vainqueur d'une coupe continentale.
La section féminine est créée en 1990. Elle remporte quinze fois le championnat de Grèce entre 1995 et 2024.

## Palmarès masculin

### Europe
- 1 supercoupe : 2002.
- 2 coupe des clubs champions : 2002, 2018.

### National
- 4 supercoupes : 1997, 1998, 2018[3], 2019
- 39 titres de champion : 1927, 1933, 1934, 1936, 1947, 1949, 1951, 1952, 1969, 1971, 1992, 1993, 1995, 1996, 1999, 2000, 2001, 2002, 2003, 2004, 2005, 2007, 2008, 2009, 2010, 2011[4], 2013, 2014, 2015, 2016, 2017, 2018, 2019, 2020, 2021, 2022, 2023, 2024 et 2025
- 26 coupes : 1992, 1993, 1997, 1998, 2001, 2002, 2003, 2004, 2006, 2007, 2008, 2009, 2010, 2011, 2013, 2014, 2015, 2016, 2018, 2019, 2020, 2021, 2022, 2023, 2024 et 2025

## Palmarès féminin

### Europe
- 3 Ligue des champions / Euroligue : 2015, 2021, 2022
- 3 Supercoupes : 2015, 2021, 2022
- 1 Trophée LEN : 2014

### National
- 15 titres de champion de Grèce : 1995, 1998, 2009, 2011, 2014, 2015, 2016, 2017, 2018, 2019, 2020, 2021, 2022, 2023 et 2024
- 6 Coupes de Grèce : 2018, 2020, 2021, 2022, 2023 et 2025
- 2 Supercoupes de Grèce : 2020, 2024